# شرکت فرودگاه‌های کره
شرکت فرودگاه‌های کره (انگلیسی: Korea Airports Corporation) شرکت ترابری کره‌ای است، که در سال ۱۹۸۰ تأسیس شد.